# Elvis' Golden Records Volume 3
Albums de Elvis Presley
It Happened at the World's Fair
(1963) Fun in Acapulco
(1963)
Elvis' Golden Records Volume 3 est un album d'Elvis Presley sorti en août 1963. Cette compilation réunit douze chansons sorties en 45 tours entre 1960 et 1962 (huit en face A et quatre en face B).

## Titres

### Face 1
1. It's Now or Never (Eduardo di Capua, Aaron Schroeder, Wally Gold) – 3:15
2. Stuck on You (Aaron Schroeder, S. Leslie McFarland) – 2:18
3. Fame and Fortune (Fred Wise, Ben Weisman) – 2:30
4. I Gotta Know (Paul Evans, Matt Williams) – 2:15
5. Surrender (Doc Pomus, Mort Shuman) – 1:52
6. I Feel So Bad (Chuck Willis) – 2:54

### Face 2
1. Are You Lonesome Tonight? (Lou Handman, Roy Turk) – 3:05
2. (Marie's the Name) His Latest Flame (Doc Pomus, Mort Shuman) – 2:08
3. Little Sister (Doc Pomus, Mort Shuman) – 2:31
4. Good Luck Charm (Aaron Schroeder, Wally Gold) – 2:24
5. Anything That's Part of You (Don Robertson) – 2:05
6. She's Not You (Doc Pomus, Jerry Leiber, Mike Stoller) – 2:08